# Łódzki Obszar Metropolitalny
Łódzki Obszar Metropolitalny (ŁOM) – obszar metropolitalny położony w środkowej części województwa łódzkiego. Zajmuje powierzchnię ok. 2,5 tys. km² i zamieszkuje go ok. 1 mln osób. Obejmuje obszar oddziaływania funkcjonalnego aglomeracji łódzkiej. Głównym ośrodkiem administracyjnym tego obszaru jest Łódź.

## Podział administracyjny i dane statystyczne
W skład Łódzkiego Obszaru Metropolitalnego wchodzi 28 gmin (wliczając w to miasto Łódź oraz wszystkie gminy miejskie, miejsko-wiejskie i wiejskie), będących częściami w sumie 5 powiatów (powiatu grodzkiego Łodzi oraz 4 powiatów ziemskich: brzezińskiego, łódzkiego wschodniego, pabianickiego i zgierskiego). Dane statystyczne poszczególnych powiatów wchodzących w skład ŁOM przedstawia poniższa tabela:
| Powiat          | Siedziba  | Liczba ludności (2024) [osób] | Powierzchnia [km²] | Gęstość zaludnienia [osób/km²] |
| --------------- | --------- | ----------------------------- | ------------------ | ------------------------------ |
| brzeziński      | Brzeziny  | 30 159                        | 358,55             | 84                             |
| łódzki wschodni | Łódź      | 74 706                        | 499,81             | 149                            |
| pabianicki      | Pabianice | 119 066                       | 492,21             | 242                            |
| zgierski        | Zgierz    | 166 340                       | 855,19             | 195                            |
| Łódź            | –         | 52 015                        | 293,25             | 2223                           |
| Razem           | –         | 1 042 286                     | 2 499              | 417                            |

Dane statystyczne miast ŁOM:
| Miasto              | Powiat          | Liczba ludności (2024) [osób] | Powierzchnia [km²] | Gęstość zaludnienia [osób/km²] |
| ------------------- | --------------- | ----------------------------- | ------------------ | ------------------------------ |
| Aleksandrów Łódzki  | zgierski        | 22 002                        | 13,82              | 1592                           |
| Brzeziny            | brzeziński      | 11 949                        | 21,58              | 554                            |
| Głowno              | zgierski        | 13 116                        | 19,84              | 661                            |
| Jeżów               | brzeziński      | 1254                          | 12,56              | 100                            |
| Koluszki            | łódzki wschodni | 12 046                        | 9,9                | 1217                           |
| Konstantynów Łódzki | pabianicki      | 19 231                        | 27,25              | 706                            |
| Lutomiersk          | pabianicki      | 1574                          | 5,2                | 303                            |
| Łódź                | –               | 652 015                       | 293,25             | 2223                           |
| Ozorków             | zgierski        | 18 064                        | 15,46              | 1168                           |
| Pabianice           | pabianicki      | 60 598                        | 32,99              | 1837                           |
| Parzęczew           | zgierski        | 918                           | 6,45               | 142                            |
| Rzgów               | łódzki wschodni | 3457                          | 16,77              | 206                            |
| Stryków             | zgierski        | 3363                          | 8,15               | 413                            |
| Tuszyn              | łódzki wschodni | 7171                          | 23,25              | 308                            |
| Zgierz              | zgierski        | 53 543                        | 42,33              | 1265                           |
| Razem               | –               | 880 301                       | 549                | 1 604                          |

Dane statystyczne części wiejskich gmin miejsko-wiejskich i gmin wiejskich ŁOM:
| Gmina              | Rodzaj                                | Powiat          | Liczba ludności (2024) [osób] | Powierzchnia [km²] | Gęstość zaludnienia [osób/km²] |
| ------------------ | ------------------------------------- | --------------- | ----------------------------- | ------------------ | ------------------------------ |
| Aleksandrów Łódzki | część wiejska gminy miejsko-wiejskiej | zgierski        | 13 108                        | 102,61             | 128                            |
| Andrespol          | gmina wiejska                         | łódzki wschodni | 14 752                        | 25,74              | 573                            |
| Brójce             | gmina wiejska                         | łódzki wschodni | 7285                          | 69,02              | 106                            |
| Brzeziny           | gmina wiejska                         | brzeziński      | 6128                          | 106,63             | 57                             |
| Dłutów             | gmina wiejska                         | pabianicki      | 4969                          | 101,22             | 49                             |
| Dmosin             | gmina wiejska                         | brzeziński      | 4365                          | 100,21             | 44                             |
| Dobroń             | gmina wiejska                         | pabianicki      | 8121                          | 95,49              | 85                             |
| Głowno             | gmina wiejska                         | zgierski        | 4627                          | 104,77             | 44                             |
| Jeżów              | część wiejska gminy miejsko-wiejskiej | brzeziński      | 1888                          | 51,52              | 37                             |
| Koluszki           | część wiejska gminy miejsko-wiejskiej | łódzki wschodni | 10 753                        | 144,95             | 74                             |
| Ksawerów           | gmina wiejska                         | pabianicki      | 7665                          | 13,64              | 562                            |
| Lutomiersk         | część wiejska gminy miejsko-wiejskiej | pabianicki      | 7908                          | 128,73             | 61                             |
| Nowosolna          | gmina wiejska                         | łódzki wschodni | 5710                          | 53,98              | 106                            |
| Ozorków            | gmina wiejska                         | zgierski        | 7248                          | 95,51              | 76                             |
| Pabianice          | gmina wiejska                         | pabianicki      | 9000                          | 87,69              | 103                            |
| Parzęczew          | część wiejska gminy miejsko-wiejskiej | zgierski        | 4366                          | 97,44              | 45                             |
| Rogów              | gmina wiejska                         | brzeziński      | 4575                          | 66,05              | 69                             |
| Rzgów              | część wiejska gminy miejsko-wiejskiej | łódzki wschodni | 7890                          | 49,55              | 159                            |
| Stryków            | część wiejska gminy miejsko-wiejskiej | zgierski        | 9648                          | 149,75             | 64                             |
| Tuszyn             | część wiejska gminy miejsko-wiejskiej | łódzki wschodni | 5642                          | 106,65             | 53                             |
| Zgierz             | gmina wiejska                         | zgierski        | 16 337                        | 199,06             | 82                             |
| Razem              | –                                     | –               | 161 985                       | 1 950              | 83                             |

### Podsumowanie danych statystycznych[2]
Liczba wszystkich osób mieszkających w miastach: 880 301
Liczba wszystkich osób mieszkających na wsiach: 161 985
Łączna powierzchnia wszystkich miast: 549 km²
Łączna powierzchnia wszystkich wsi: 1 950 km²
Gęstość zaludnienia w miastach: 1 604 os./km²
Gęstość zaludnienia na wsiach: 83 os./km²
Liczba mieszkańców Łódzkiego Obszaru Metropolitalnego: 1 042 286
Powierzchnia Łódzkiego Obszaru Metropolitalnego: 2 499 km²
Gęstość zaludnienia Łódzkiego Obszaru Metropolitalnego: 417 os./km²

## Urbanizacja i charakterystyka społeczno-gospodarcza
Centrum Łódzkiego Obszaru Metropolitalnego stanowi aglomeracja łódzka, gdzie występuje największy stopień urbanizacji. Na terenie tej aglomeracji mieszka przeważająca większość mieszkańców ŁOM.
Według danych z 2012 roku na terenie Łódzkiego Obszaru Metropolitalnego działało 126 966 podmiotów gospodarczych, wytwarzających 45 549 mln złotych. W skali wojewódzkiej jest to 54,2% wszystkich podmiotów gospodarczych i 52,2% PKB wytworzonego w województwie łódzkim.
Charakterystykę społeczno-gospodarczą gmin Łódzkiego Obszaru Metropolitalnego w 2012 roku przedstawia poniższa tabela:
| Gmina               | Rodzaj                                | Ludność w wieku poprodukcyjnym na 100 osób w wieku przedprodukcyjnym | Wskaźnik przedsiębiorczości (na 1000 mieszkańców) | Osoby zajmujące się rolnictwem, leśnictwem, łowiectwem, rybactwem, górnictwem i wydobyciem [%] | Osoby zajmujące się przemysłem [%] | Osoby zajmujące się usługami [%] |
| ------------------- | ------------------------------------- | -------------------------------------------------------------------- | ------------------------------------------------- | ---------------------------------------------------------------------------------------------- | ---------------------------------- | -------------------------------- |
| Aleksandrów Łódzki  | miasto w gminie miejsko-wiejskiej     | 115,1                                                                | 107,7                                             | 1,3                                                                                            | 31,9                               | 66,8                             |
| Aleksandrów Łódzki  | część wiejska gminy miejsko-wiejskiej | 62,2                                                                 | 123,8                                             | 4,2                                                                                            | 28,3                               | 67,5                             |
| Andrespol           | gmina wiejska                         | 94,1                                                                 | 104,9                                             | 1                                                                                              | 27,6                               | 71,4                             |
| Brójce              | gmina wiejska                         | 67,9                                                                 | 89,8                                              | 4,2                                                                                            | 25,2                               | 70,6                             |
| Brzeziny            | gmina miejska                         | 99,4                                                                 | 105,9                                             | 0,8                                                                                            | 27                                 | 72,2                             |
| Brzeziny            | gmina wiejska                         | 90,7                                                                 | 80                                                | 4,8                                                                                            | 30,8                               | 64,4                             |
| Dłutów              | gmina wiejska                         | 102,6                                                                | 87,5                                              | 10                                                                                             | 34,9                               | 55,1                             |
| Dmosin              | gmina wiejska                         | 124                                                                  | 73,3                                              | 4,8                                                                                            | 25,3                               | 69,9                             |
| Dobroń              | gmina wiejska                         | 89,5                                                                 | 93                                                | 6,8                                                                                            | 30,1                               | 63,1                             |
| Głowno              | gmina miejska                         | 121,8                                                                | 90,7                                              | 1,3                                                                                            | 28,1                               | 70,6                             |
| Głowno              | gmina wiejska                         | 107                                                                  | 51,3                                              | 12,4                                                                                           | 22,1                               | 65,5                             |
| Jeżów               | gmina wiejska                         | 109,1                                                                | 63                                                | 7,3                                                                                            | 29,1                               | 63,6                             |
| Koluszki            | miasto w gminie miejsko-wiejskiej     | 108,7                                                                | 98,4                                              | 1,4                                                                                            | 24,7                               | 73,9                             |
| Koluszki            | część wiejska gminy miejsko-wiejskiej | 103,5                                                                | 78,6                                              | 31,9                                                                                           | 38,6                               | 29,5                             |
| Konstantynów Łódzki | gmina miejska                         | 124,6                                                                | 104,3                                             | 2,1                                                                                            | 25,9                               | 72                               |
| Ksawerów            | gmina wiejska                         | 105,1                                                                | 137,5                                             | 7,7                                                                                            | 30,4                               | 61,9                             |
| Lutomiersk          | gmina wiejska                         | 99,9                                                                 | 80,1                                              | 7,5                                                                                            | 30,3                               | 62,2                             |
| Łódź                | miasto na prawachpowiatu              | 166,2                                                                | 124,4                                             | 0,5                                                                                            | 20,2                               | 79,3                             |
| Nowosolna           | gmina wiejska                         | 63,5                                                                 | 131,4                                             | 0,8                                                                                            | 28,5                               | 70,7                             |
| Ozorków             | gmina miejska                         | 114,5                                                                | 71,7                                              | 1,6                                                                                            | 23,3                               | 75,1                             |
| Ozorków             | gmina wiejska                         | 98,1                                                                 | 67,4                                              | 4,3                                                                                            | 21,8                               | 73,9                             |
| Pabianice           | gmina miejska                         | 148,1                                                                | 99,5                                              | 0,8                                                                                            | 25,8                               | 73,4                             |
| Pabianice           | gmina wiejska                         | 81                                                                   | 110                                               | 5,3                                                                                            | 31,8                               | 62,9                             |
| Parzęczew           | gmina wiejska                         | 80,1                                                                 | 69,5                                              | 6,9                                                                                            | 26,6                               | 66,5                             |
| Rogów               | gmina wiejska                         | 107                                                                  | 5,7                                               | 2,1                                                                                            | 24,21                              | 73,8                             |
| Rzgów               | miasto w gminie miejsko-wiejskiej     | 100                                                                  | 188,5                                             | 4,5                                                                                            | 23,5                               | 72                               |
| Rzgów               | część wiejska gminy miejsko-wiejskiej | 77,4                                                                 | 132,8                                             | 6,6                                                                                            | 22,9                               | 70,5                             |
| Stryków             | miasto w gminie miejsko-wiejskiej     | 105,2                                                                | 102,5                                             | 1,6                                                                                            | 24,5                               | 73,9                             |
| Stryków             | część wiejska gminy miejsko-wiejskiej | 98,3                                                                 | 82,7                                              | 5                                                                                              | 27,9                               | 67,1                             |
| Tuszyn              | miasto w gminie miejsko-wiejskiej     | 104,5                                                                | 128                                               | 1                                                                                              | 25,2                               | 73,8                             |
| Tuszyn              | część wiejska gminy miejsko-wiejskiej | 87,8                                                                 | 98,8                                              | 10,5                                                                                           | 24,6                               | 64,9                             |
| Zgierz              | gmina miejska                         | 128,8                                                                | 97                                                | 1,6                                                                                            | 25,1                               | 73,3                             |
| Zgierz              | gmina wiejska                         | 94,5                                                                 | 103,2                                             | 5,8                                                                                            | 27                                 | 67,2                             |